# Coralie Clément
Coralie Clément, geboren als Coralie Biolay (Villefranche-sur-Saône, 1 september 1978) is een Franse zangeres.

## Biografie
Coralie Clément werd geboren in een muzikale familie. Haar vader bespeelde de klarinet. Zij kon op haar derde jaar alle instrumenten in een orkest onderscheiden. Vanaf haar zesde studeerde zij viool. Cléments broer, Benjamin Biolay, zingt ook, heeft liedjes geschreven voor Henri Salvador en schreef, produceerde en arrangeerde Coralies debuutalbum, het latin-achtige Salle des pas perdus (2001), de opvolger, het meer pop- en rockgetinte Bye bye beauté (2005), en haar derde album Toystore (2008). Op dit laatste album bespeelt broer Benjamin alle (speelgoed)instrumenten, waaronder de ukelele, de kornet, de melodica, de metallofoon en de triangel.
Als tiener luisterde Coralie Clément veel naar (en liet ze zich inspireren door) Françoise Hardy, Jane Birkin en Serge Gainsbourg, The Beatles en Vanessa Paradis. Hierdoor (en door de vooral op Salle des pas perdus aanwezige Astrud Gilberto-sound) klinkt ze meer als een jaren 60-zangeres dan haar huidige collega-zangeressen.
Coralie Clément heeft zichzelf nooit echt als een zangeres beschouwd, maar noemt zichzelf een ‘groupie’ van haar broer; ze leerde al zijn composities en gaf er haar eigen interpretatie aan met zowel een sensuele melancholie als een onschuldige speelsheid.
Clément zong het nummer Dorénavant als titelsong voor de film L'Idole en het nummer Samba de mon cœur qui bat als titelsong voor de film Something's Gotta Give.

## Studioalbums
- Salle des pas perdus (2001)
- Bye bye beauté (2005)
- Toystore (2008)